# Tòa nhà Văn phòng Thượng viện Hoa Kỳ Russell
Tòa nhà Văn phòng Thượng viện Hoa Kỳ Russell (tiếng Anh: Russell United States Senate Office Building) là tòa nhà lâu đời nhất trong số các tòa nhà văn phòng của Thượng viện Hoa Kỳ. Được thiết kế theo kiến trúc Beaux-Arts, được xây dựng từ năm 1903 đến năm 1908 và mở cửa vào năm 1909. Nó được đặt tên theo cựu Thượng nghị sĩ Richard Russell Jr. từ Georgia vào năm 1972. Nó tọa lạc tại ở phía bắc của Điện Capitol và được giới hạn bởi Đại lộ Hiến pháp, Phố 1, Đại lộ Delaware và Phố C Đông Nam.

## Lịch sử
Tòa nhà Văn phòng Quốc hội đầu tiên được xây dựng đầu thế kỷ 20 để giảm bớt tình trạng quá tải ở Điện Capitol Hoa Kỳ. Trước đây, các thành viên muốn có không gian văn phòng phải thuê hoặc mượn các phòng của ủy ban. Vào tháng 3 năm 1901, Quốc hội đã ủy quyền cho Kiến trúc sư của Điện Capitol Edward Clark vẽ ra kế hoạch cho các tòa nhà văn phòng liền kề với khuôn viên Điện Capitol. Vào tháng 3 năm 1903, việc mua lại địa điểm và xây dựng các tòa nhà đã được đồng ý, và Ủy ban Xây dựng Văn phòng Thượng viện được quyền chọn địa điểm xây dựng.
Vào tháng 4 năm 1904, công ty kiến trúc nổi tiếng từ Thành phố New York Carrère và Hastings đã được chọn để xây dựng tòa nhà. John Carrère phụ trách dự án Tòa nhà Văn phòng Thượng viện, trong khi Thomas Hastings phụ trách dự án Tòa nhà Văn phòng Hạ viện cho Hạ viện Hoa Kỳ. Kiểu kiến trúc Beaux Arts đã được chọn cho cả hai tòa nhà. Mặt giáp với Đại lộ Hiến pháp của tòa nhà gần như là một bản sao của Palais du Louvre ở Paris. 34 thức cột Doric được xây theo hàng đối diện với Điện Capitol. Cả hai tòa nhà văn phòng của Thượng viện và Hạ viện đều được ốp đá cẩm thạch và đá vôi; trong khi nền và sân thượng của Tòa nhà Russell được ốp đá granit xám. Hiện tại, tòa nhà được bổ sung nhiều tiện ích như hệ thống HVAC, hệ thống nhiệt hơi, các phòng tắm cá nhân với đủ nước nóng và lạnh cùng các tiện ích khác như liên lạc, và điện. Cả hai tòa nhà đều được kết nối với Điện Capitol bằng các lối đi ngầm. Ban đầu tòa nhà có 98 dãy phòng và 8 phòng ủy ban; nhưng vào năm 1933, mặt tiền của tòa nhà trên Phố 1 được hoàn thiện, bổ sung thêm 2 phòng ủy ban và 28 dãy phòng cho tòa nhà.
Kiến trúc được quan tâm đặc biệt trong tòa nhà là rotunda. 18 thức cột Corinthian với một một đầu cột và một vòm nhỏ giúp tòa nhà có ánh sáng tự nhiên soi vào. Cầu thang đôi được ốp đá cẩm thạch dẫn từ Mái vòm của tòa nhà tới một Phòng họp kín lớn, nơi có các bậc thang Corinthian, với bức tường và trần nhà được điêu khắc tinh xảo. Một căn phòng nổi tiếng khác, Phòng họp kín Tòa nhà Russell (từ năm 2009 được gọi là Phòng họp kín Kennedy để vinh danh cựu Thượng nghị sĩ John F. Kennedy, Robert F. Kennedy, và Edward M. Kennedy). Phòng Kennedy đã được sử dụng cho nhiều phiên điều trần có ý nghĩa quốc gia, bao gồm vụ đắm tàu RMS Titanic năm 1912; vụ bê bối Watergate năm 1974, vụ bê bối Iran-Contra và các phiên điều trần cho đề cử Thẩm phán Tòa án Tối cao Clarence Thomas năm 1991. Trong Mái vòm tòa nhà chứa một bức tượng của Russell doFrederick Hart điêu khắc.
Tòa nhà Russell được sử dụng vào năm 1909 bởi Thượng viện của Quốc hội khóa 61. Sự phát triển của đội ngũ nhân viên và ủy ban trong 20 năm sau dẫn đến việc bổ sung thêm mặt tiền thứ tư hướng ra Phố 1 vào tòa nhà hình chữ U ban đầu. Nathan C. Wyeth và Francis P. Sullivan là các kiến trúc sư cho cánh mới, được hoàn thành vào năm 1933. Ban đầu tòa nhà có tên là Tòa nhà Văn phòng Thượng viện cho tới khi Tòa nhà Văn phòng Dirksen hoàn thành, tòa nhà Dirksen trở thành Tòa nhà Văn phòng Thượng viện Mới và Tòa nhà Văn phòng Thượng viện ban đầu trở thành Tòa nhà Văn phòng Thượng viện Cũ cho đến khi được đổi tên thành Tòa nhà Russell vào năm 1972.
Tòa nhà đã ghi dấu ấn sâu rộng về văn hóa đại chúng vào những năm 1970 khi những thước phim về góc tây nam thường xuyên được sử dụng để đại diện cho trụ sở của các tổ chức hư cấu OSI trong loạt phim truyền hình The Six Million Dollar Man và The Bionic Woman.
Chuck Schumer, Lãnh đạo Thiểu số Thượng viện khi đó đã thông báo vào ngày 25 tháng 8 năm 2018 rằng ông sẽ đưa ra nghị quyết đổi tên tòa nhà theo tên Thượng nghị sĩ John McCain từ Arizona, người đã qua đời vì ung thư não cùng ngày.

## Thượng nghị sĩ có văn phòng trong Tòa nhà Russell
| Thượng nghị sĩ       | Đảng     | Tiểu bang      | Số phòng |
| -------------------- | -------- | -------------- | -------- |
| Mike Braun           | Cộng hòa | Indiana        | 374      |
| Michael Bennet       | Dân chủ  | Colorado       | 261      |
| Roy Blunt            | Cộng hòa | Missouri       | 260      |
| Richard Burr         | Cộng hòa | North Carolina | 217      |
| Shelley Moore Capito | Cộng hòa | West Virginia  | 172      |
| Bob Casey Jr.        | Dân chủ  | Pennsylvania   | 393      |
| Chris Coons          | Dân chủ  | Delaware       | 218      |
| Ted Cruz             | Cộng hòa | Texas          | 127A     |
| Kevin Cramer         | Cộng hòa | North Dakota   | 400      |
| Tom Cotton           | Cộng hòa | Arkansas       | 326      |
| Deb Fischer          | Cộng hòa | Nebraska       | 454      |
| Kirsten Gillibrand   | Dân chủ  | New York       | 478      |
| Lindsey Graham       | Cộng hòa | South Carolina | 290      |
| Bill Hagerty         | Cộng hòa | Tennessee      | B11      |
| Josh Hawley          | Cộng hòa | Missouri       | 212      |
| John Hickenlooper    | Dân chủ  | Colorado       | B85      |
| John Hoeven          | Cộng hòa | North Dakota   | 338      |
| James Inhofe         | Cộng hòa | Oklahoma       | 205      |
| Tim Kaine            | Dân chủ  | Virginia       | 231      |
| John Neely Kennedy   | Cộng hòa | Louisiana      | 416      |
| Patrick Leahy        | Dân chủ  | Vermont        | 437      |
| Mike Lee             | Cộng hòa | Utah           | 361A     |
| Mitch McConnell      | Cộng hòa | Kentucky       | 317      |
| Patty Murray         | Dân chủ  | Washington     | 154      |
| Rand Paul            | Cộng hòa | Kentucky       | 167      |
| Rob Portman          | Cộng hòa | Ohio           | 448      |
| Jim Risch            | Cộng hòa | Idaho          | 483      |
| Mitt Romney          | Cộng hòa | Utah           | 124      |
| Jacky Rosen          | Dân chủ  | Nevada         | 144      |
| Marco Rubio          | Cộng hòa | Florida        | 284      |
| Ben Sasse            | Cộng hòa | Nebraska       | 107      |
| Richard Shelby       | Cộng hòa | Alabama        | 304      |
| Pat Toomey           | Cộng hòa | Pennsylvania   | 248      |

## Ủy ban có phòng họp trong Tòa nhà Russell
- Ủy ban Nông nghiệp, Dinh dưỡng và Lâm nghiệp Thượng viện
- Ủy ban Dịch vụ Vũ trang Thượng viện
- Ủy ban Quy tắc và Quản lý Thượng viện
- Ủy ban Doanh nghiệp nhỏ và Doanh nhân Thượng viện
- Ủy ban Các vấn đề Cựu chiến binh Thượng viện
- Tiểu ban Vĩnh viễn về Điều tra thuộc Ủy ban An ninh Nội địa và Các vấn đề Chính phủ Thượng viện

## Thư viện

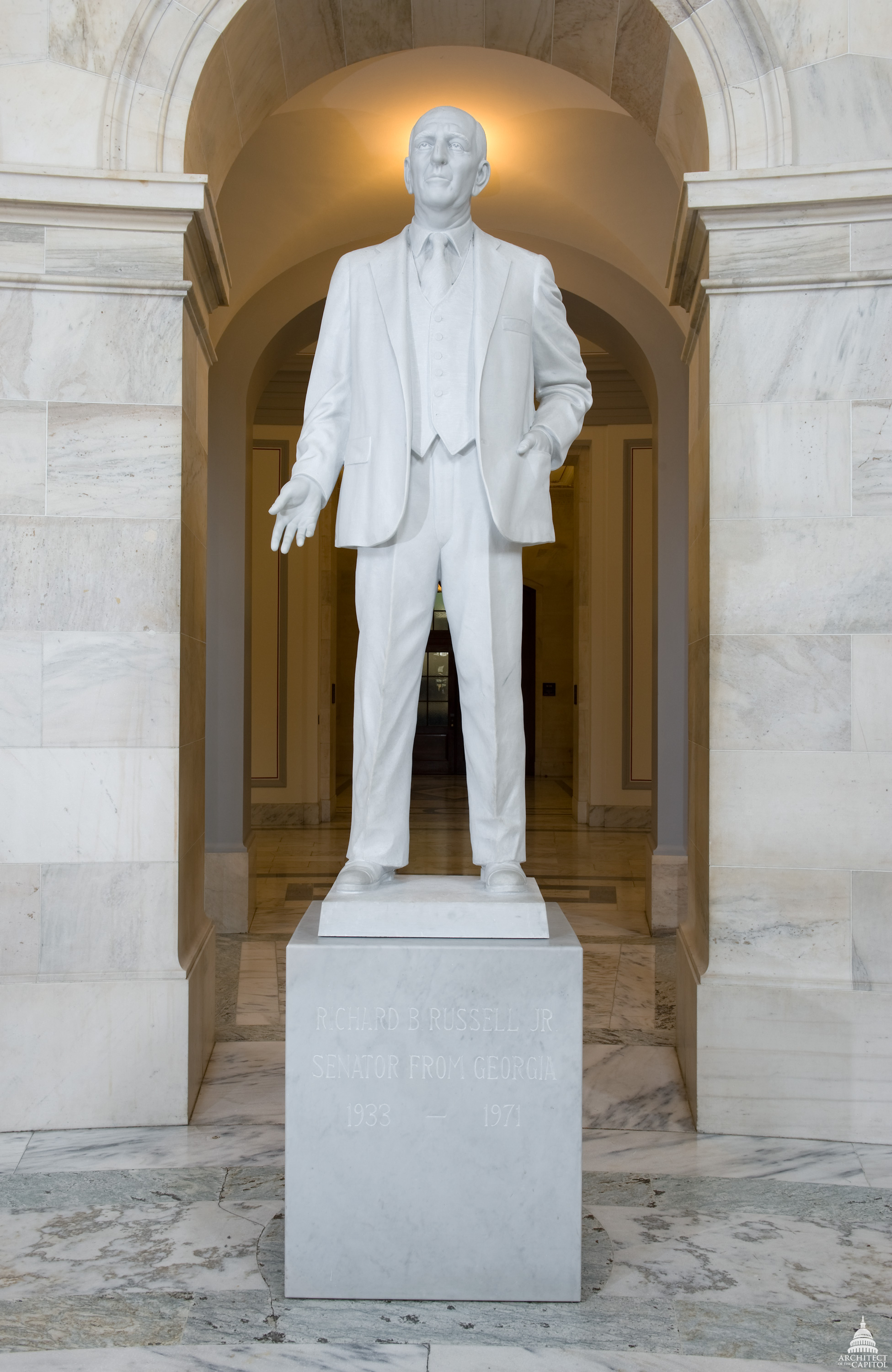
Bức tượng Russell, do Frederick Hart điêu khắc năm 1995, được đặt trong Rotunda của tòa nhà
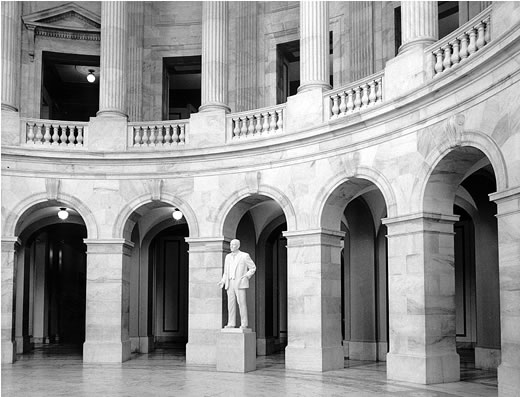
Rotunda của Tòa nhà Russell với tác phẩm điêu khắc của Frederick Hart
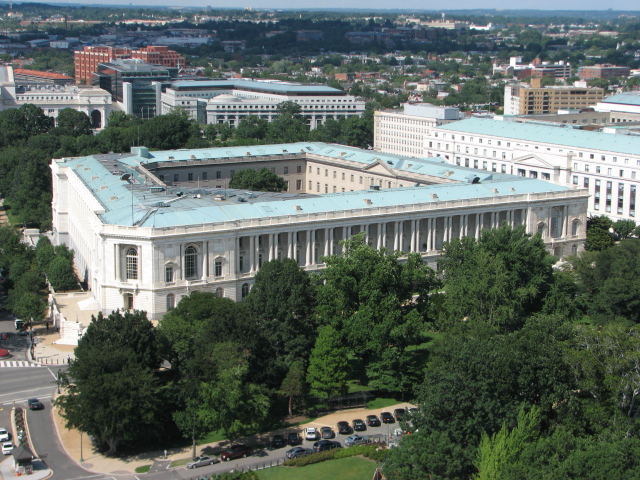
Quang cảnh Russell nhìn từ Rotunda của Điện Capitol Hoa Kỳ
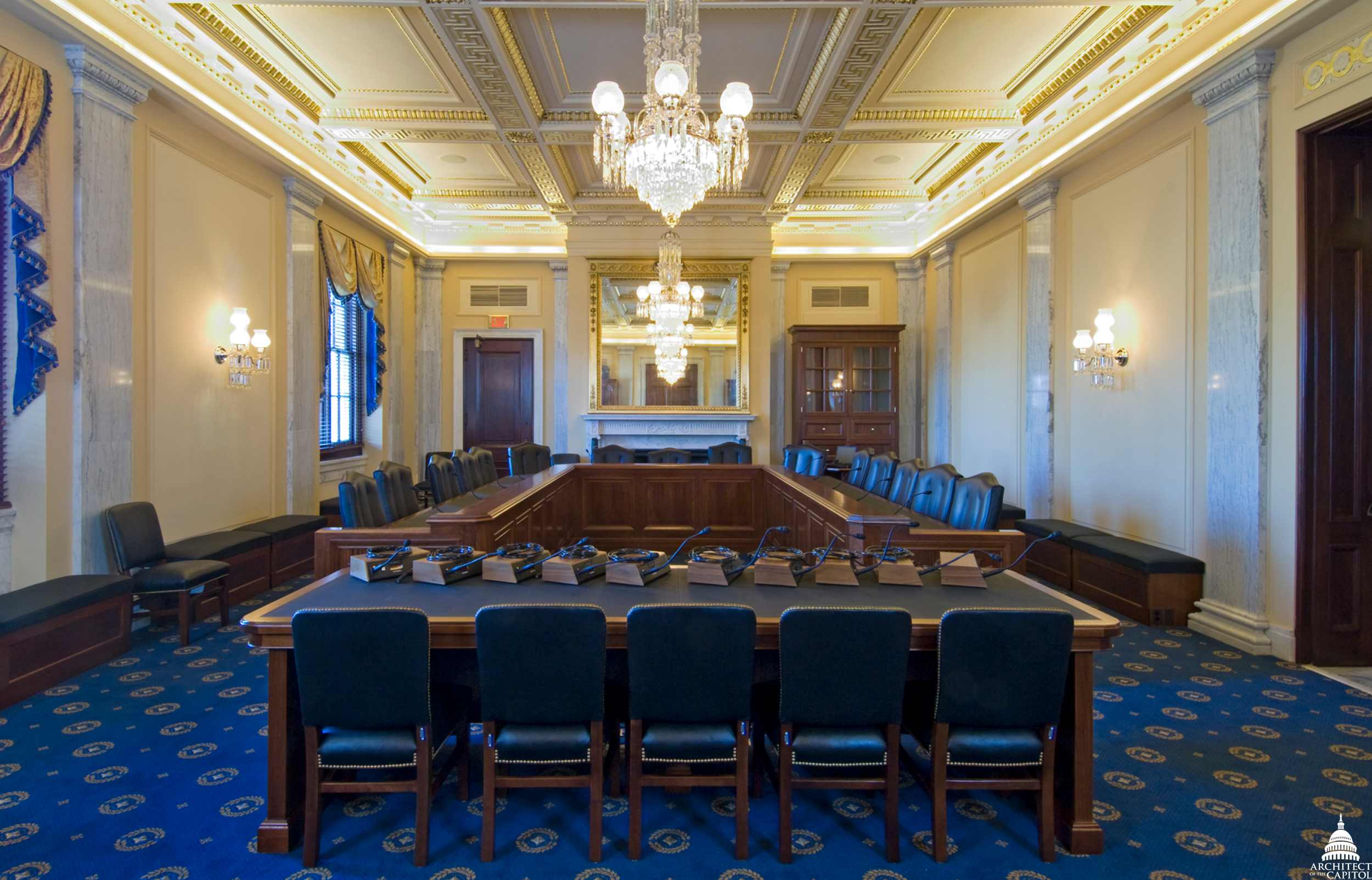
Phòng họp Ủy ban trong Tòa nhà Russell